# Гамільтон Фіш ІІІ

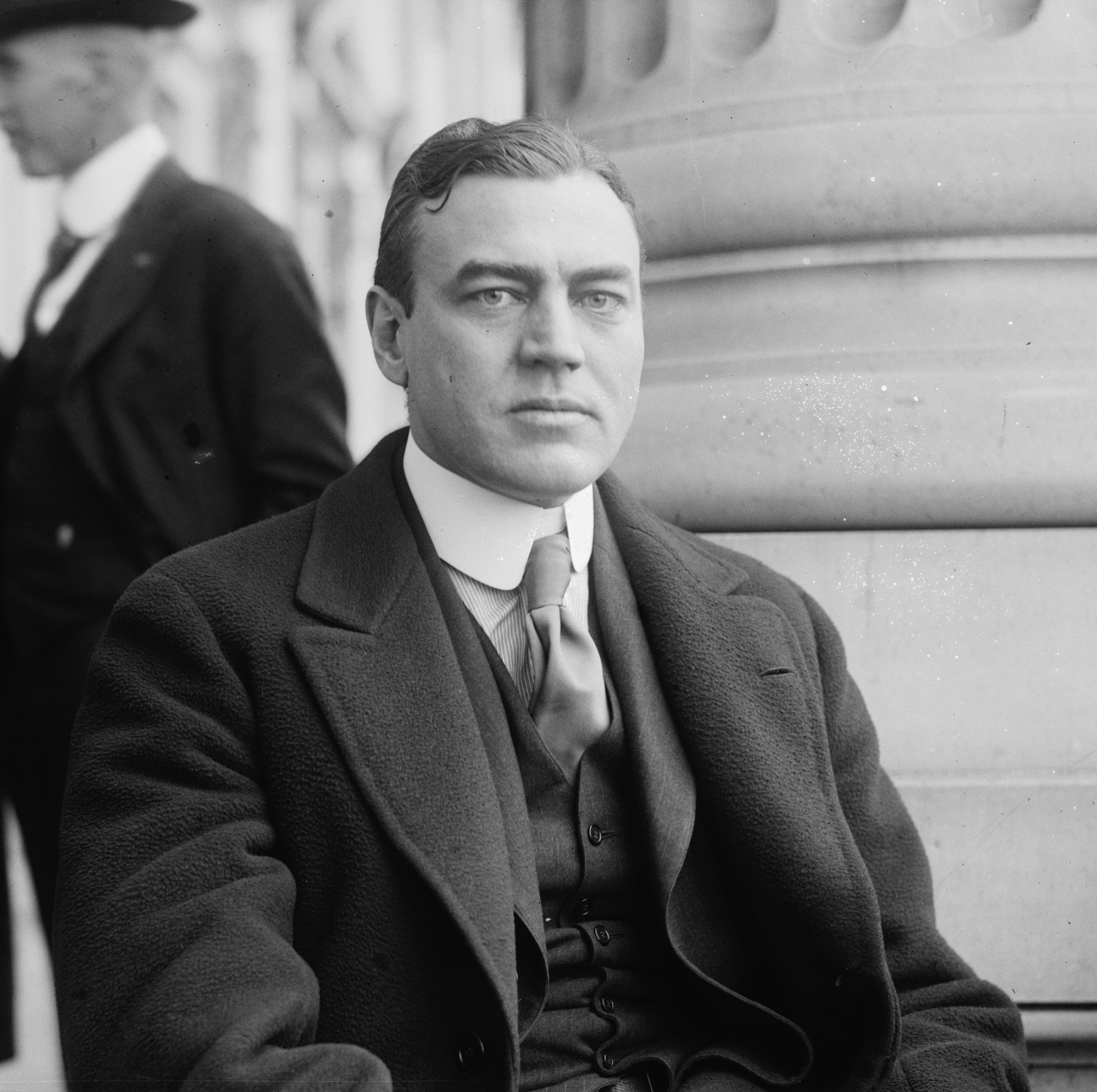
Гамільтон Фіш ІІІ. 1920 рік.

Гамільтон Фіш III (англ. Hamilton Fish; 7 грудня 1888 — 18 січня 1991) — американський конгресмен із Нью-Йорка, опонент Президента США Ф. Д. Рузвельта. 28 травня 1934 року подав до Палати представників проект резолюції № 399, яка зусуджувала радянське керівництво за організований у 1932—1933 роках голод в Україні, висловив співчуття від американського народу, звернувся до уряду СРСР з пропозицією про надання продовольчої допомоги голодуючим. Резолюцію Фіша не поставили не голосування, тому що Білий Дім підтримував вступ СРСР до Ліги Націй. Станом на 1990 рік Гамільтон Фіш був найстаршим колишнім чи діючим конгресменом в США. 
Ранні роки
Гамільтон Стюівезант Фіш народився в Нью-Йорку в родині конгресмена Гамільтона Фіша ІІ. Його дід по батьківській лінії Гамільтон Фіш з 1869 до 1877 років був Державним секретарем Сполучених Штатів Америки.
Початкову освіту Гамільтон Фіш ІІІ здобув у Швейцарії, де вивчав французьку мову та грав у футбол. Літні канікули проводив з сім'єю у Баварії. Після повернення до США навчається в одній із початкових шкіл у штаті Массачусетс, а пізніше у підготовчій школі для вступу до коледжу. Гамільтон Фіш вступає у Гарвардський коледж, де відзначається як чудовий футболіст.
У 1914—1916 роках член Асамблеї Штату Нью-Йорк.